# NK Varbonj Vrbanj
NK Varbonj je hrvatski nogometni klub iz Vrbanja na otoku Hvaru. Klub nosi ime po domaćem nazivu za mjesto Vrbanj.
Natječe se u Hvarskoj nogometnoj ligi, u sklopu koje je odigrao sve svoje službene ligaške utakmice.
Klupski dresovi su prugasta majica (prugasti rukavi po dužini) u uzorku uže bijele pruge, šire ljubičaste pruge (boja vinskog kamena) obrubljene plavom, plave hlačice koje na rubovima imaju isti uzorak kao i majica, te crvene čarape.

## Rezultati po sezonama
- 2011./12. – 6.[1]
- 2015./16. – 3.
- 2014./15. – 1.
- 2013./14.-
- 2012./13.-
- 2011./12.-
- 2010./11. -
- 2009./10. – 7.
- 2008./09. – 10. (od 12)
- 2007./08. – 8. (od 12)
- 2006./07. – 11. (od 12)
- 2005./06. – 8. (od 12)
- 2004./05. - ?. (od 13)
- 2003./04. - ?
- 2002./03. - ?
- 2001./02. – 10. (od 11)
- 2000./01. – 8. (od 10)
- 1999./00. – 5. (od 10)
- 1998./99. – 6. (od 12)
- 1997./98. – 11. (od 12)
- 1996./97. – 11. (od 12)
- 1995./96. - ?
- 1994./95. - nije se igralo zbog Domovinskog rata
- 1993./94. - nije se igralo zbog Domovinskog rata
- 1992./93. - nije se igralo zbog Domovinskog rata
- 1991./92. - nije se igralo zbog Domovinskog rata
- 1990./91. - ?
- 1989./90. - ?
- 1988./89. - ?
- 1987./88. - ?
- 1986./87. - ?
- 1985./86. - ?
- 1984./85. - ?
- 1983./84. - ?
- 1982./83. - ?
- 1981./82. - ?
- 1980./81. - ?
- 1979./80. - ?
- 1978./79. - ?
- 1977./78. - ?
- 1976./77. - ?
- 1975./76. - ?
- 1974./75. - ?
- 1973./74. - ?
- 1972./73. - nisu igrali
- 1971./72. - nisu igrali
- 1970./71. - ?

## Vanjske poveznice
- Arhivirana inačica izvorne stranice od 27. rujna 2007. (Wayback Machine) S utakmice Dalmatinac (Jelsa) - Varbonj